# Upplands runinskrifter 694
Upplands runinskrifter 694 är en försvunnen vikingatida ristad sten som funnits i Veckholms kyrka, Veckholms socken och Enköpings kommun. Ristningen är helt ornamental och består av en intressant fågelbild. Runt fågelns ben slingrar sig en orm, som har sitt huvud riktat mot fågelns bröst. Fågelns fot är av rovfågelskaraktär och påminner något om fågelbilden på U 692. Erik Brate attribuerar ristningen till Torgöt Fotsarve, medan Stille attribuerar den till Balle. Båda attribueringarna är osäkra.